# شفلرية أليفة الجبال
شفلرية أليفة الجبال (الاسم العلمي:Schefflera monticola) هي نوع من النباتات تتبع جنس الشفلرية من الفصيلة الأرالية.